# バートン郡 (カンザス州)
バートン郡 (Barton County、標準省略：BT) は、アメリカ合衆国カンザス州に位置する郡である。2000年現在、人口は28,205人である。最大都市及び郡庁所在地はGreat Bendである。

## 地理
アメリカ合衆国統計局によると、この郡は総人口2,332 km2 (900 mi2) である。このうち2,315 km2 (894 mi2) が陸地で17 km2 (6 mi2) が水域である。総面積の0.72%が水域となっている。カンザス州の地理的中心地はバートン郡に位置している。

### 隣接する郡
- ラッセル郡 (北)
- エルズワース郡 (北東)
- ライス郡 (南東)
- w:Stafford County, Kansas (南)
- ポーニー郡 (南西)
- ラッシュ郡 (西)

参照：カンザス州の郡一覧

## 人口動勢
2000年現在の国勢調査で、この都市は人口28,205人、11,393世帯、及び7,530家族が暮らしている。人口密度は12/km2 (32/mi2) である。6/km2 (14/mi2) の平均的な密度に12,888軒の住宅が建っている。この都市の人種的な構成は白人92.98%、アフリカン・アメリカン1.15%、先住民0.51%、アジア0.23%、太平洋諸島系0.01%、その他の人種3.51%、及び混血1.60%である。ここの人口の8.31%はヒスパニックまたはラテン系である。
この郡内の住民は26.00%が18歳未満の未成年、18歳以上24歳以下が9.00%、25歳以上44歳以下が25.10%、45歳以上64歳以下が22.00%、及び65歳以上が17.90%にわたっている。中央値年齢は39歳である。女性100人ごとに対して男性は93.80人である。18歳以上の女性100人ごとに対して男性は90.10人である。
この郡内の世帯ごとの平均的な収入は32,176米ドルであり、家族ごとの平均的な収入は39,929米ドルである。男性は28,803米ドルに対して女性は20,428米ドルの平均的な収入がある。この郡の一人当たりの収入 (per capita income) は16,695米ドルである。人口の12.90%及び家族の9.90%は貧困線以下である。全人口のうち18歳未満の17.00%及び65歳以上の10.90%は貧困線以下の生活を送っている。

## 都市及び町

### 地方自治体
人口 > 10,000人
- Great Bend（郡庁所在地）

人口 > 1,000人
- Hoisington
- Ellinwood

人口 < 1,000人
- Claflin
- Pawnee Rock
- Albert
- Olmitz
- Galatia
- Susank

### 地方自治体に組み込まれていない地区
- Boyd
- Dent Spur
- Dundee
- Heizer
- Hitschmann
- Odin
- Redwing
- Stickney

## 郡区
バートン郡は22の郡区に分かれている。Ellinwood、グラントベンド、及び Hoisingtonの都市は governmentally independent と見なされており、郡区向けの国勢調査外観から除外されている。以下の表内の人口中心は、もしかなりの数ならば、郡区の人口総計を含む最大都市である。

## 教育

### 統一された学校区
参照：w:list of unified school districts in Kansas。
- Claflin 統一教育学区354号
- Ellinwood 統一教育学区355号
- Great Bend 統一教育学区428号
- Hoisington 統一教育学区431号